# Velodromo

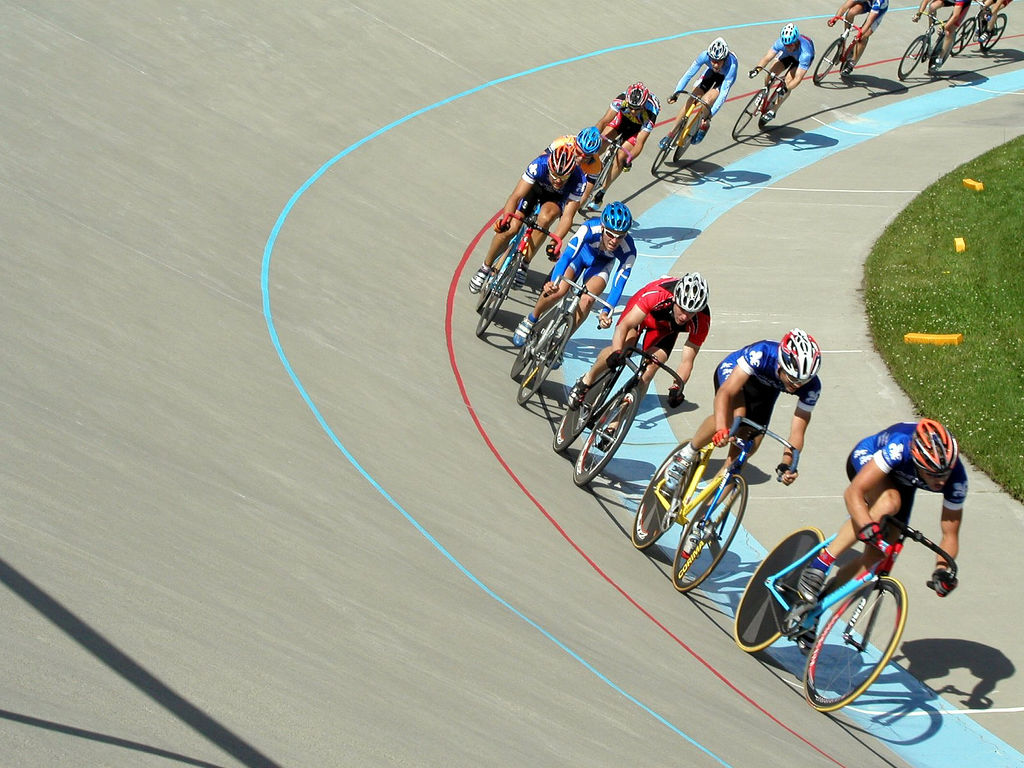
Una competizione di ciclismo su pista in un velodromo

Un velodromo è un impianto sportivo atto ad ospitare competizioni ciclistiche, in particolare gare di ciclismo su pista.
La pista del velodromo è lunga qualche centinaio di metri ed è formata da due rettilinei paralleli connessi da due curve di 180 gradi. La superficie presenta infatti una certa inclinazione verso l'interno, particolarmente accentuata nelle curve, atta ad equilibrare la forza centrifuga durante la loro percorrenza ad alta velocità.

## Pista

### Caratteristiche

Logo dell'Unione ciclistica internazionale, che regola l'attività professionistica su pista, al pari di quella su strada

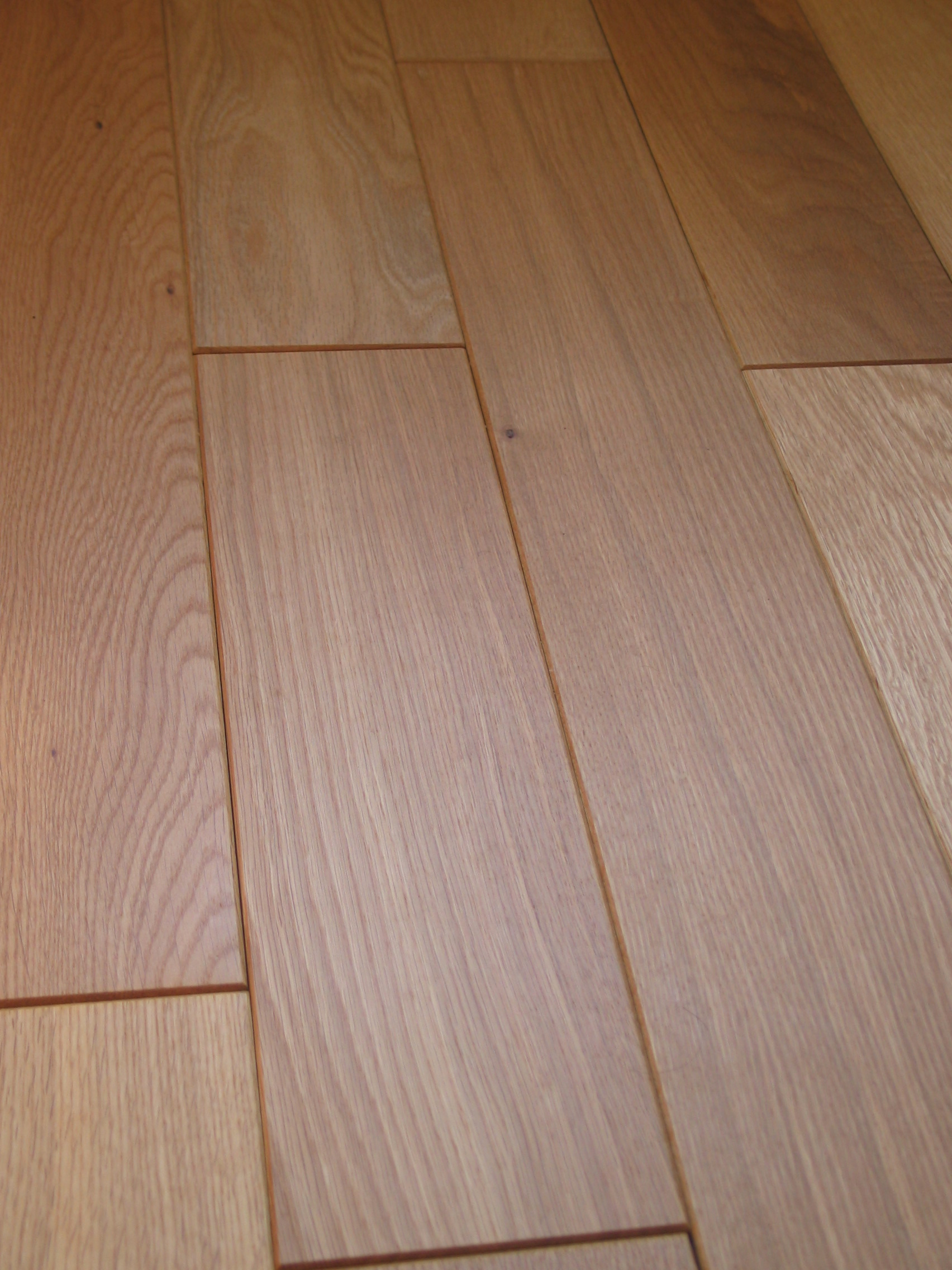
Parquet, elemento tipico dei velodromi al coperto

Secondo il regolamento dell'Unione Ciclistica Internazionale, la lunghezza dell'anello viene misurata lungo la linea longitudinale nera detta Corda, o Linea di Misurazione, posta alla distanza di 20 centimetri dalla fascia celeste di riposo che delimita il bordo interno della pista. La lunghezza può variare da 133 a 500 metri, purché un numero intero di giri o mezzi giri dia un chilometro: le più diffuse sono così le piste da 250, 333,33, 400 e 500 metri. Le piste che ospitano eventi olimpici e mondiali devono però essere necessariamente lunghe 250 metri. La larghezza dell'anello deve inoltre essere di almeno 7 metri per le piste di categoria 1-2, 5 metri per le altre.
Più corta è la lunghezza dell'anello, e quindi più piccolo è il raggio di curvatura della paraboliche, maggiore sarà l'inclinazione delle curve. In genere la pendenza è intorno ai 45° per una pista di 250 metri, e di 32° per una di 333,33, mentre i rettilinei sono inclinati di circa 12°.
Oltre il bordo interno della pista, come detto, è presente una fascia celeste, detta "fascia di riposo", di larghezza minima pari al 10% di quella della pista stessa e con le stesse proprietà tecniche. Ancora più all'interno è posta la "fascia di sicurezza", la cui larghezza sommata a quella della fascia di riposo dev'essere, per le piste da 250 m, di almeno 4 metri, mentre per le inferiori di 2,5 metri. Durante lo svolgimento di una gara la fascia di sicurezza può essere occupata soltanto dai commissari di gara ed eventualmente da ciclisti in sella o da altre persone autorizzate. All'interno dell'anello, delimitata da un parapetto, è infine presente la zona detta zeriba che ospita gli atleti in riscaldamento e gli staff.

### Materiali
La superficie della pista dev'essere piana (margine di tolleranza 5 mm su 2 metri), omogenea, con rivestimento uniforme e non abrasiva. Il materiale di composizione della pista è di fondamentale importanza e determinante ai fini dei risultati in termini assoluti di tempo. Nei velodromi al coperto si usa solitamente il parquet di legno, mentre in quelli all'esterno è più diffuso il ricorso al cemento misto a resine o anche all'asfalto.

### Linee

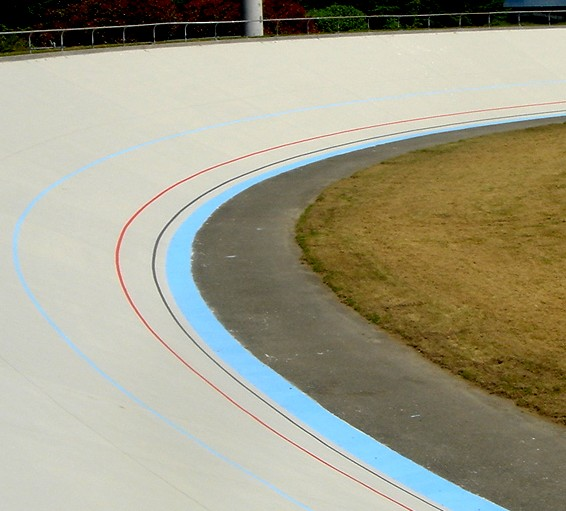
Da destra a sinistra: in celeste, fascia di riposo; in nero, linea di misura; in rosso, linea degli sprinter; in celeste, linea degli stayer

Nei termini del regolamento dell'Unione Ciclistica Internazionale la pista deve riportare delle linee standard, longitudinali (larghe 5 cm) e trasversali (larghe 4 cm).
Alla distanza di 20 centimetri all'esterno della fascia di riposo è tracciata una linea nera detta corda, o "linea di misurazione", lungo la quale (più precisamente, sul margine interno della linea) viene determinata la lunghezza della pista. Tale linea dev'essere numerata ogni 10 metri e segnata ogni 5. A 85 centimetri dalla fascia di riposo è posta una linea rossa detta "linea degli sprinter". Viene così delineata la corsia ottimale, nella quale un ciclista al comando non può essere superato sulla sinistra ma solo sulla destra (cioè all'esterno).
Ancora più all'esterno, alla distanza di 2,45 metri dal bordo interno (oppure, se la pista è più larga di 7,5 metri, ad un terzo della larghezza) è infine tracciata una linea celeste detta "linea degli stayer", che indica la separazione fra uno stayer e l'altro nelle gare di mezzofondo (in cui il ciclista è in scia ad una motocicletta).
La linea del traguardo consiste in una fascia nera spessa 4 centimetri, posta al centro di una fascia bianca di 72 centimetri, tracciata perpendicolarmente alla pista e situata nella parte finale di uno dei due rettilinei. Duecento metri prima della linea del traguardo è tracciata una linea bianca (o nera, in funzione del colore della pista) per permettere la misura dei tempi nei 200 metri lanciati (per le qualificazioni nelle gare di velocità). A metà di ciascun rettilineo, perfettamente allineate tra loro, vi sono infine due linee rosse, che indicano il punto di arrivo delle gare di inseguimento, km da fermo, Velocità a Squadre.